# Баетов, Муса
Муса Баетов (10 ноября 1902, Байгенчек, Семиреченская область — 9 мая 1949, Фрунзе) — киргизский советский певец (тенор) и композитор-мелодист. Народный киргизский акын. Народный артист Киргизской ССР (1939).

## Биография и творчество
Родился 10 ноября 1902 в селе Байгенчек (ныне — в Ак-Талинском районе Нарынской области).
С десяти лет выступал с исполнением песен на киргизских народных праздниках. Артистическую деятельность начал в 1934 в Киргизском музыкально-драматическом театре (ныне — Национальный академический театр оперы и балета им. А. Малдыбаева).
С 1936 — артист Фрунзенской филармонии, с 1942 — Киргизского оперного театра.
Исполнял партии Кульчоро и Сыргак в операх «Айчурек» и «Манас» Власова, А. Малдыбаева, В. Фере и др.
Известен в Киргизии, главном образом, как народный певец с очень своеобразной исполнительской манерой. Обладал сильным, колоритным голосом, приближающимся к драматическому тенору. Аккомпанировал себе на комузе и на гармонике.
Работая в филармонии, часто выступал в концертах. В своем творчестве, основанном на народных традициях, сохранил особенности исполнения народных киргизских певцов.
Автор около 20 песен, которые, в основном, посвящены актуальным в тот период темам: «Коммунизм», «Компартия», «Счастье», «В стране Октября», «Красным богатырям» и др.
Большую популярность имели его лирические, любовные, бытовые песни: «Проснусь», «Мудрец», «Скучаю», «Эх, девушки», «Беру яблоко», «Песня узника» и др. Творчеству М. Баетова были характерны напевность, обилие фермат, лирическая теплота.
Скончался 9 мая 1949 года, похоронен на Ала-Арчинском кладбище.

## Награды
- Орден Трудового Красного Знамени (07.06.1939) — за выдающиеся заслуги в деле развития киргизского театрального искусства

## Память
- В 1949 в столице Киргизии г. Фрунзе имя Мусы Баетова было присвоено одной из улиц.
- В Бишкеке установлена мемориальная доска М. Баетову.
- 1949 году художник Г.Айтиев создал «Портрет народного артиста Киргизской ССР Мусы Баетова», хранящийся ныне в Киргизском государственном Музее изобразительных искусств.
- В честь М. Баетова назван центр Ак-Талинского района с. Баетово.